# Гаррогейт Таун
ФКА «Гаррогейт Таун» (англ. Harrogate Town Association Football Club) — англійський футбольний клуб з міста Гаррогейт, заснований у 1914 році. Свій перший офіційний матч провели 1919, саме тому на емблемі команди значиться 1919 рік. Перший матч мали провести в вересні 1914, але не змогли через війну. Виступає у Другій лізі Англії. Домашні матчі приймає на стадіоні «Ветербі Роуд», потужністю 2 800 глядачів.

## Історія
1920 року були одним з засновників Ліги Йоркшира. 1921 перейшли в Лігу Мідленда. 1922 повернулися в Лігу Йоркшира. 1927 року виграли Лігу Йоркшира і перебралися до Північної Ліги.
1932 команду розформували. 1935 з'явився «Гаррогейт Готспурс» назву на «Гаррогейт Таун» змінили аж після Другої світової війни.
1957 клуб повернувся до Ліги Йоркшира і виступав там до 1982.